# Cerastoderma
Cerastoderma é um gênero de moluscos bivalves marinhos que inclui os berbigões (C. edule).

## Descrição
Dois sifões bem curtos permitem que o molusco mantenha a água do mar circulando em uma corrente dentro de seu organismo, assegurando sua respiração e alimentação. As conchas desses berbigões têm forma de coração, são cobertas de nervuras e apresentam uma coloração branca com pequenas estrias pardas ou negras (estas estrias escuras marcam mais ou menos fielmente os invernos e as interrupções no crescimento). Estas conchas fecham e protegem o animal, que possui o tamanho aproximado de uma pequena noz de cor branca, carnoso e um pouco compacto, armado de uma pequena crista alaranjada, chamada gônada.
Características físicas que permitem sua identificação:
- As crenulações (estrias) não se estendem à parte interna da concha;
- A valva direita possui dois dentes posteriores laterais.

## Habitat & ecologia
Trata-se de uma concha escavadora e filtradora que vive enterrada a uma profundidade de mais ou menos 5 cm na areia ou na lama, de onde filtra e capta o fitoplâncton da água para sua alimentação. Se ameaçados, podem afundar rapidamente um centímetro ou dois pela retração do pé que os mantêm ancorados ao substrato (areia, lama ou cascalho), o que por vezes lhes permite escapar de seus predadores (aves e seres humanos principalmente).
Por serem animais filtradores, podem acumular certas substâncias tóxicas não-biodegradáveis como metais pesados, por exemplo, ou certos contaminantes orgânicos, como pesticidas, PCB e outros organoclorados, alguns dos quais afetam o sistema endócrino dos berbigões e também as pessoas que os consomem.
É muito comum e pode ocorrer em densidades de até 10.000 animais por metro quadrado. Por possuir alta tolerância a ambientes de salinidade reduzida, também é frequentemente encontrado em estuários.

## Distribuição
Na Europa, encontra-se distribuído desde a Noruega até a península Ibérica .

## Espécies
Espécies existentes  e fósseis incluem:
- Cerastoderma edule (Linnaeus, 1758)
- Cerastoderma elegantulum Beck, 1842
- Cerastoderma glaucum (Poiret, 1789)
- Cerastoderma glaucum marsi Nordsieck, 1969
- Cerastoderma lamarcki (Poiret, 1789)
- Cerastoderma latisulcum (fóssil do final do Mioceno)
- Cerastoderma pinnulatum (Conrad, 1831)
- Cerastoderma vindobonensis (fóssil do Mioceno)

## Reprodução
Os berbigões vivem aproximadamente de dois a quatro anos, mas em casos excepcionais podem chegar até mesmo aos dez anos. Alcançam a maturidade sexual no segundo ano (com tamanho de cerca de 20 mm aos 15-18 meses). No entanto, a reprodução também pode ser observada no primeiro ano se o crescimento tiver sido muito rápido (Seed & Brown, 1977).
A maturidade sexual parece depender mais do tamanho do que da idade do indivíduo (Kristensen 1957 ; Hancock et Franklin, 1972). Podem atingi-la no espaço de apenas alguns meses na baía de Somme (Lemoine et al, 1988), e até os dois anos no norte da Irlanda (Seed et Brow, 1977).
Os berbigões são gonocóricos (sexos separados) havendo, portanto, indivíduos machos e fêmeas. Indivíduos de ambos os sexos expelem seus gametas na água entre março e julho. O fenômeno da ovulação é induzido por um aumento da temperatura mais do que por um valor absoluto dado em si mesmo. Um inverno rigoroso estimula a reprodução em sincronia com a emissão dos gametas de ambos os sexos, com o que se obtém uma maior fertilidade.

## Parasitas
Os moluscos do gênero Cerastoderma podem às vezes ser infectados por parasitas, resultando em uma mudança de comportamento que os torna mais suscetíveis de serem capturados por aves que se alimentam deles ou por outras espécies, difundindo assim os ovos ou larvas desses parasitas. Esse parasitismo é normalmente causado por tremátodes tais como:
- Meiogymnophallus minutus (cujo ciclo de desenvolvimento passa por três hospedeiros : Scrobicularia, berbigão e ostraceiro-europeu (Haematopus ostralegus));
- Paravortex cardii (platelminto turbelário que se encontra no trato intestinal do berbigão);
- Himasthla sp. (que completa seu ciclo através de gastrópodes do gênero Hydrobia, do berbigão, das gaivotas ou até mesmo do ostraceiro-europeu);
- Labratrema minimus, que efetua seu ciclo mediante peixes da família Gobiidae, do berbigão e de Dicentrarchus labrax (robalo), que se encontra na hemolinfa, na glândula digestiva e nas gônadas;
- Gymnophallus choledocus (cujo ciclo parece afetar berbigões, vermes anelídeos e aves marinhas);
- Mytilicola intestinalis (que parasita o intestino do berbigão).

A contaminação pode debilitar as defesas imunológicas dos berbigões e favorecer o parasitismo, bem como o aumento da temperatura da água (foi demonstrado que a uma temperatura de menos que 17 °C, nenhum berbigão será infectado por Himasthla quissetensis). Por outro lado, uma temperatura muito elevada (de mais de 23 °C) também desfavorece este tipo de parasitas, porque as cercárias são liberadas mais abundantemente na agua a 19 e 20 °C.